# Metoda eksperymentalna
Metoda eksperymentalna – jedna z metod badawczych, charakteryzuje się innym niż w obserwacji stosunkiem osoby badającej do zjawiska badanego. Obserwując nie zmienia się badanego zjawiska. Natomiast eksperyment naukowy polega na czynnej modyfikacji zjawiska stanowiącego przedmiot badania, dążąc do poznania zależności przyczynowych pomiędzy składnikami lub warunkami przebiegu badanego zjawiska. Dzięki eksperymentom powstała większa część odkryć w fizyce, chemii, biologii i innych dziedzinach naukowych.
Metoda ta najlepiej nadaje się do badań nad zjawiskami powtarzającymi się w warunkach przynajmniej częściowo takich samych. Nadaje się więc także do badań nad zjawiskami społecznymi – zjawiskami politycznymi lub gospodarczymi.

## Etapy prowadzenia eksperymentu
Podstawowe etapy prowadzenia eksperymentu to:
1. Wyodrębnienie zjawiska mającego stanowić przedmiot badania, nazywane stwarzaniem układu odosobnionego.
2. Ustalenie zmiennych warunków danego zjawiska i wyodrębnienie warunków mających stanowić przedmiot czynnej ingerencji prowadzącego eksperyment.
3. Wywołanie zmian wyodrębnionych warunków zjawiska.
4. Stwierdzenie rodzaju zmiany czynnie wywołanej.

Do mierzenia zmian służą instrumenty naukowe. Możliwy jest jednak eksperyment naukowy bez instrumentów, pod warunkiem możliwie dokładnego opisu warunków zmiennych.
Podobnie jak w metodzie obserwacyjnej do badań przystępuje się z przygotowanymi punktami widzenia  i założenia; następuje tu także notowanie przebiegu i wyników. Obserwacja stanowi część składową eksperymentu. Wiele prac badawczych prowadzi się metodami obserwacyjnymi i eksperymentalnymi łącznie; niejako podchodząc z dwóch stron do studiów nad tą samą sprawą.

## Eksperymenty naturalne i laboratoryjne
Wyróżnia się eksperymenty naturalne i eksperymenty laboratoryjne. 
- Eksperyment naturalny jest analizą przebiegu zjawiska, wywołanego i kontrolowanego, ale w warunkach naturalnych, między innymi w warunkach działalności ludzkiej uprawianych z innych względów niż poznawanie prawdy naukowej. Stosuje się tu na przykład grupy równoważne: grupę eksperymentalną i grupę kontrolną, by porównać zachowanie pewnej zbiorowości gdzie wprowadzony zostaje nowy czynnik i zbiorowości, gdzie zmiana taka nie nastąpiła.

- Eksperyment laboratoryjny wykonywany jest w sztucznie stworzonym środowisku – tradycyjnie w ograniczonym zaopatrzonym w przyrządy miejscu jakim jest laboratorium, z zastosowaniem odpowiednich instrumentów. Istotą takich eksperymentów jest izolacja zjawisk w postaci układów odosobnionych. Jest szeroko stosowany w naukach ścisłych, naukach technicznych, naukach biologicznych i w naukach medycznych.

## Metoda jedynej różnicy
Najważniejszym wzorcem badań eksperymentalnych jest metoda jedynej różnicy (Ceteris paribus), opracowana przez Johna Stuarta Milla i podana w jego Systemie logiki. 
Mówi ona, że jeśli pewne zjawisko jest jednakowe z innym zjawiskiem pod względem wszystkich cech z wyjątkiem jednej, to różnice w jego przebiegu należy przypisać właśnie tej różnicowej cesze. Na niej opierają się eksperymenty wykonywane za pomocą grup równoważnych. 
Problemem może być tu znalezienie grup odpowiednio równoważnych; by zmniejszyć rozmiary błędów wnioskowania stosuje się więc grupy dostatecznie liczne.